# حسن التعليل
حسن التعليل عند أهل البديع من المحسنات وهو أن يدعى لوصف علة مناسبة له باعتبار لطيف غير حقيقي أي بأن ينظر نظرا يشتمل على لطف ودقة ولا يكون موافقا لما في نفس الأمر.

## تقسيم
حسن التعليل أربعة أضرب لأن الصفة التي ادعى لها علة مناسبة إما ثابتة قصد بيان عليتها أو غير ثابتة أريد إثباتها.
الأولى إما أن لا تظهر لها علة في العادة وإن كانت لا تخلو في الواقع، 
أو تظهر لها علة غير العلة المذكورة.
والثانية إما ممكنة أو غير ممكنة.